# ベンゼントリオール
ベンゼントリオール(benzenetriols)またはトリヒドロキシベンゼン(trihydroxybenzenes)は、ベンゼン環にヒドロキシ基が3つ置換したポリフェノールである。化学式はC6H6O3で、分子量は126.11 g/molである。ヒドロキシル基の位置により3種の異性体がある。

ヒドロキシキノール (1,2,4-ベンゼントリオール)
フロログルシノール (1,3,5-ベンゼントリオール)
ピロガロール (1,2,3-ベンゼントリオール)

ピロガロールヒドロキシトランスフェラーゼを1,2,3,5-テトラヒドロキシベンゼンと1,2,3-トリヒドロキシベンゼン（ピロガロール）に使うと、1,3,5-トロヒドロキシベンゼン（フロログルシノール）と1,2,3,5-テトラヒドロキシベンゼンが生成する。この酵素はペロバクター・アシディガリシで見られる。